# 益富壽之助
益富 壽之助（ますとみ かずのすけ、1901年6月3日 - 1993年3月10日）は、日本の薬学者・鉱物学者。薬学博士（京都大学）。京都府生まれ。

## 経歴
1901年6月3日、益富豊松・常尾夫妻の三男として生まれる。
1920年、京都薬学専門学校（現京都薬科大学）卒業。薬局経営とともに、京都薬科大学、立命館大学、大阪大学の講師を務めた。1932年、日本鉱物趣味の会（現日本地学研究会）を創設し、その代表となる。
1973年、日本地学研究会館を設立、1993年には財団法人益富地学会館となる。正倉院の石薬の調査・研究でも知られる。
1974年、滋賀県で発見された新鉱物が益富雲母 (masutomilite) と命名された。
1993年2月、早暁に自宅で倒れ、緊急入院したが、ついに回復を見ることはできず、同年3月10日に息を引き取った。享年91。

## 受賞歴
- 1965年: 紫綬褒章
- 1966年: 京都市教育功労賞
- 1973年: 櫻井賞（日本鉱物学会）
- 1989年: 京都府文化特別功労賞
- 1993年: 勲四等旭日小綬章、従五位追賜
- 1993年: 日本地質学会功労賞

## 著書
- 益富寿之助・内山平八郎編『京都府鉱物誌』京都鉱物趣味の会、1940年。
- 益富寿之助『実験鑑定物象鉱物学』日本鉱物趣味の会出版部、1943年。
- 益富寿之助『実験鉱物学』教研社、1948年。
- 益富寿之助『原色岩石図鑑』保育社〈保育社の原色図鑑〉、1955年。
- 木下亀城、青山信雄・益富寿之助『新一般地質学』日本礦物趣味の会、1961年。
- 益富寿之助、浜田隆士『原色化石図鑑』保育社〈保育社の原色図鑑〉、1966年。ISBN 4-586-30048-5。
- 益富寿之助『石 : 昭和雲根志 第1編』六月社、1967年。
- 益富寿之助『鉱物 : やさしい鉱物学』保育社〈カラー自然ガイド〉、1974年。ISBN 4-586-40013-7。
- 益富寿之助『原色岩石図鑑』（全改訂新版）保育社、1987年。ISBN 4-586-30013-2。